# Собор Успения Пресвятой Девы Марии (Санкт-Петербург)
Собор Успения Пресвятой Девы Марии — римско-католический храм в городе Санкт-Петербурге, в 1873—1926 годах имел статус прокафедрального и был резиденцией митрополита Могилёвского, главы Католической церкви на территории Российской империи. Резиденция вспомогательного епископа  и главный храм Северо-западного региона Римско-католической архиепархии Божией Матери в Москве.

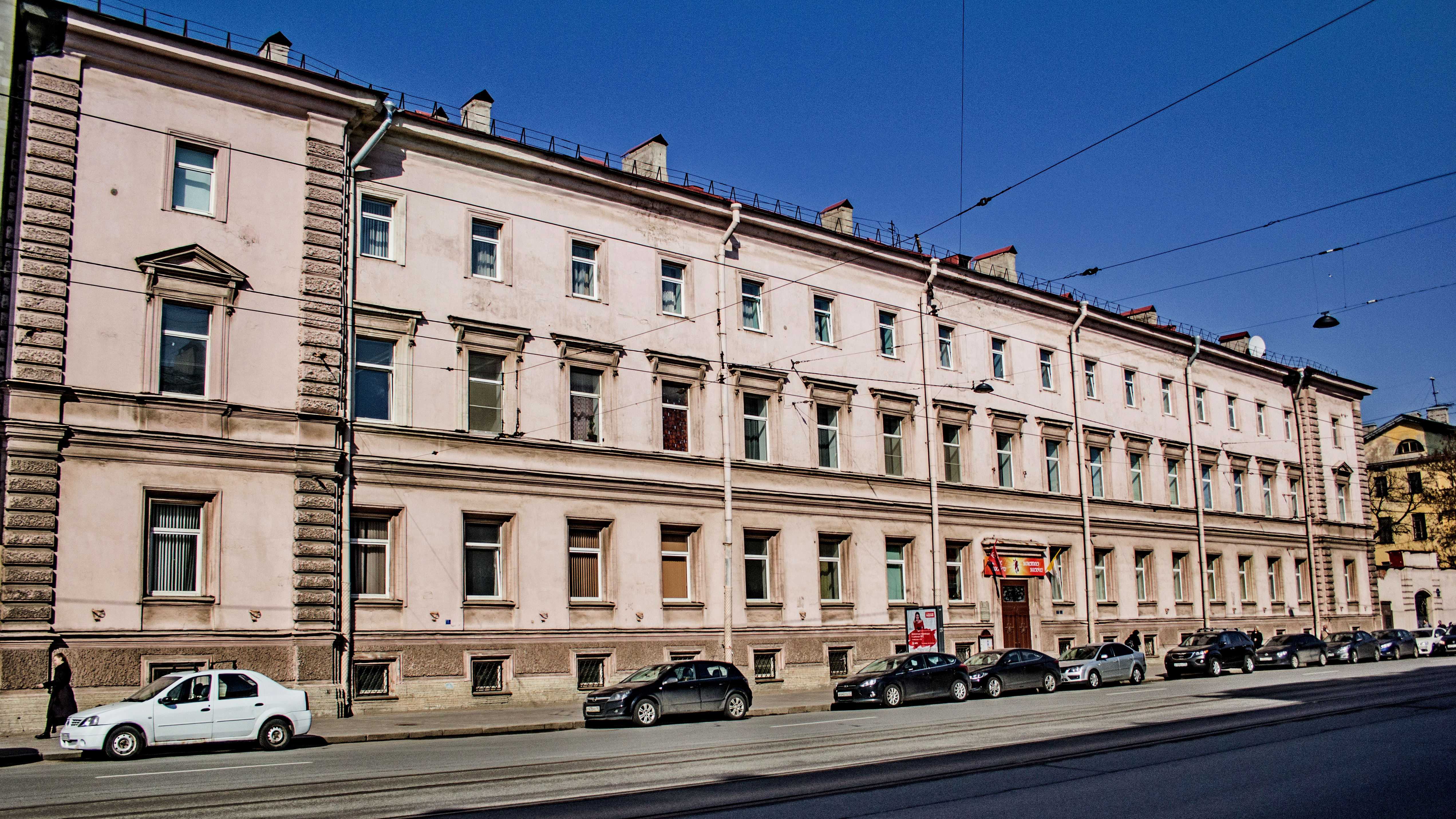
Фасад семинарии, закрывающий собор с 1-й Красноармейской улицы. Дверь по центру здания — вход и в собор, и в семинарию.

## История
В 1849 году резиденция Могилевского митрополита как главы Католической церкви в Российской империи (см. Могилевская митрополия) была официально и на постоянной основе перенесена из Могилёва в Санкт-Петербург. Строительство собора на территории, примыкающей к резиденции архиепископа, шло с 1870 по 1873 годы. Автором первоначального проекта собора был архитектор Василий Собольщиков, после его смерти строительство завершалось под руководством архитектора Евграфа Воротилова.
12 апреля 1873 года состоялось освящение собора архиепископом Антонием Фиалковским. Акт освящения собора гласил: 
Антоний Фиалковский,

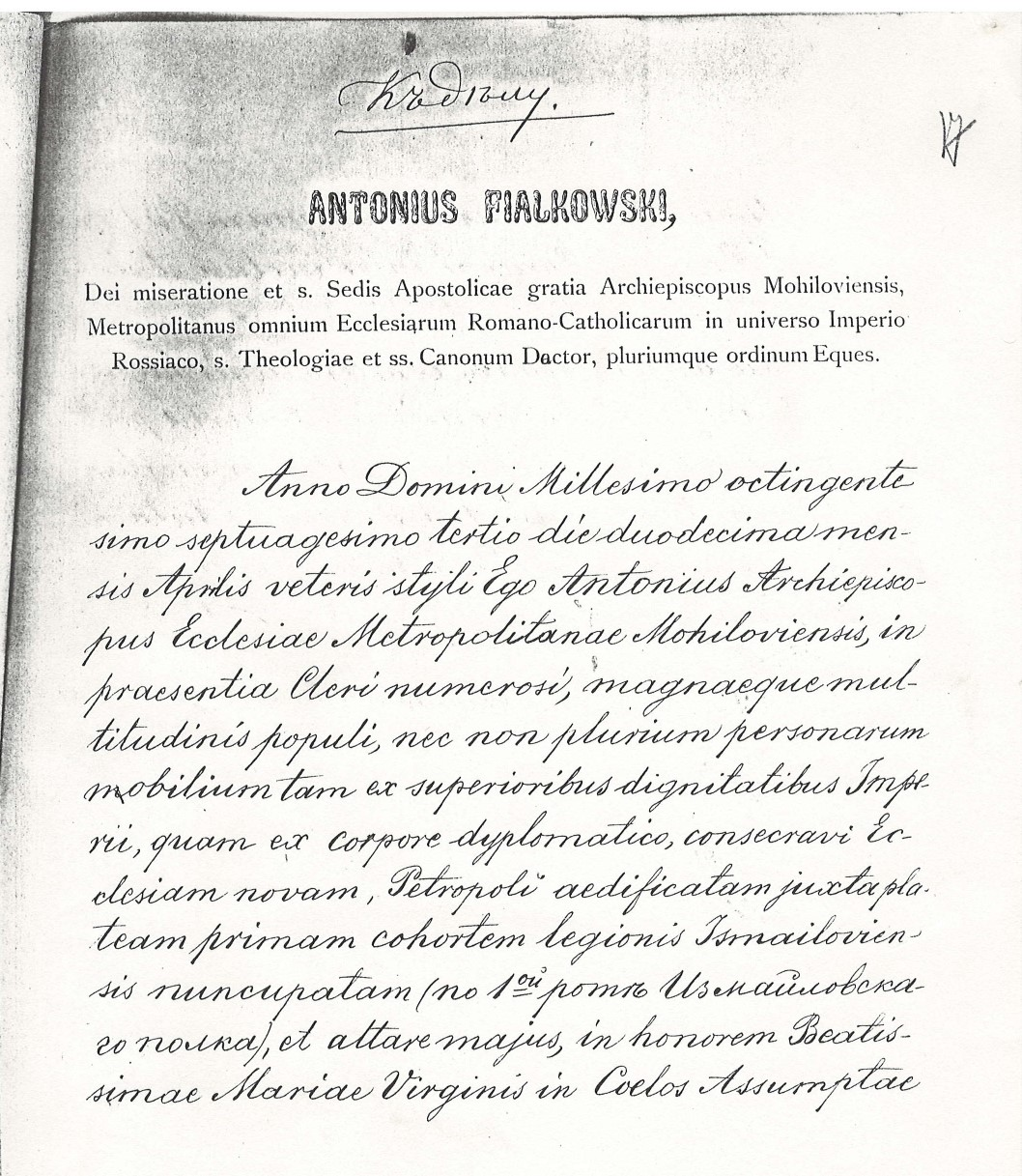
Первая страница акта освящения собора

по милости Божией и благодати святого Апостольского Престола Архиепископ Могилевский,  Митрополит всех Римско-Католических Церквей всея Российской Империи, Доктор Богословия и Канонического Права, Кавалер многих орденов. В лето Господне Тысяча восемьсот семьдесят третье, в день двенадцатый месяца Апреля по старому стилю, Я Антоний Архиепископ Митрополитальной Могилевской Церкви, в присутствии многочисленного духовенства, большого скопления народа, а также многих благородных персон как из высших чинов Империи, так и из дипломатического корпуса, освятил новую Церковь, возведенную в Петербурге по 1-й  роте Измайловского полка, и главный алтарь, в честь Блаженнейшей Девы Марии Взятой в Небо, и реликвии Святых Мучеников Пия I Папы и Бонифация Епископа в них поместил, и отдельным верующим во Христа, посещающим ее, с сегодняшнего дня в течение одного года, и в день годовщины освящения, что в будущем надлежит всегда праздновать в четвертое Воскресенье Пасхи, предоставил сорок дней индульгенции, по обычной церковной форме. В подтверждение чего [грамота сия дана] в Петербурге, Апреля 12 дня 1873.

+ Антоний Архиепископ Митрополит
Собор стал частью католического архитектурного комплекса, занимавшего квартал к югу от Фонтанки и включавшего в себя также дворец митрополита, здания Римско-католической духовной коллегии, консисторского управления, семинарии и расположенного между ними так называемого Польского сада.
Со стороны 1-й роты Измайловского полка (ныне 1-я Красноармейская улица) здание собора было полностью закрыто фасадом консисторского управления (куда в 1902 году была переведена семинария).
Собор как митрополичья церковь был отнесен к 1-му классу церквей, предполагавшему достаточно большой штат священнослужителей и обслуживающего персонала. Функции настоятеля собора (организация богослужебной жизни, надзор за церковным имуществом) первоначально осуществлял назначаемый митрополитом препозит из членов Духовной коллегии, а позже, после переезда в здание на 1-й  Роте Духовной семинарии - её ректор. Постоянную службу в храме несли 3-4 священника. Им помогали ризничий с 3 помощниками, органист, настройщик органа, сторож.
Собор постоянно посещало большое количество верующих разных национальностей. Это были сотрудники и студенты воспитанники близлежащих учебных заведений: Института гражданских инженеров, Технологического института, Корпуса путей сообщения. Неподалёку от собора находились казармы Измайловского, Семеновского, Егерского полков, Артиллерийской бригады, где среди «нижних чинов» и офицеров были католики. На близлежащих к храму улицах проживало также много рабочих, приехавших на работу на возникавшие в конце XIX в. предприятия из западных губерний Российской империи.
Уже через несколько лет после освящения собор не смог вмещать всех верующих. Работы по его расширению проходили в 1896—1897 годах. Вместимость храма была увеличена с 750 до 1 500 человек за счет перепланировки и строительства боковых приделов.  23 декабря 1897 года перестроенный собор был повторно освящён епископом Карлом Недзялковским.
Перестройка 1895-1898 гг. была произведена крайне неудачно. Из-за этого на протяжении почти 30 лет ремонты следовали один за другим. Так, в 1904 году были обнаружены трещины в арке свода, и было решено произвести ремонт перекрытий.
В 1910 году во всю длину старого здания появились трещины в полу, в каменных стенах и, главным образом, в арках; пол дал осадку. В ответ на просьбу митрополита Викентия Ключинского в ноябре 1911 года было получено высочайшее соизволение Николая II на постройку в саду Коллегии новой католической церкви. Архитектор Лев Шишко составил проект, работы должны были начаться в 1914 году. Однако реализации этого проекта помешала Первая мировая война, а затем революция.
В 1930 году храм был закрыт после национализации. От идеи устроить здесь кинотеатр или концертный зал филармонии власти пришлось отказаться из-за плохого технического состояния здания. Его стали использовать как общежитие для сезонных рабочих, а незадолго до войны в нём разместили контрукторское бюро.
Во время Великой Отечественной войны здание сильно пострадало от попадания бомб и снарядов, отремонтировано в конце 1940-х годов. После ремонта в нём находился научно-исследовательский институт «Внииземмаш».

В 1991 году началось восстановление Католической Церкви в России.  В сентябре 1995 года здание храма было возвращено возрожденному приходу Успения Пресвятой Девы Марии. В том же году было Церкви было возвращено и здание семинарии, куда была переведена из Москвы высшая католическая семинария «Мария — Царица Апостолов». 

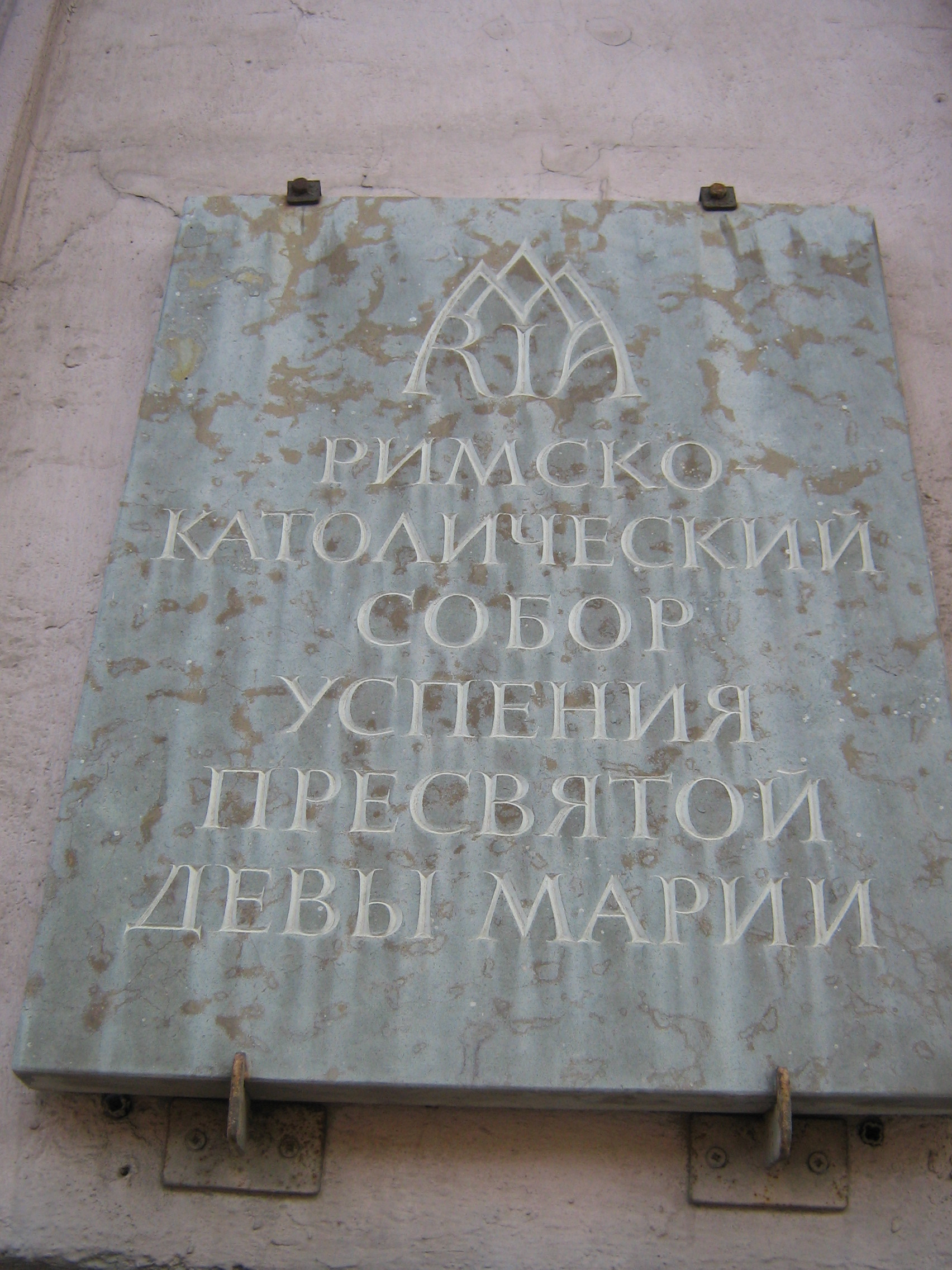
Вывеска на фасаде здания (90-е годы XX века)

Масштабные работы по реставрации храма шли более двух лет, 16 февраля 1997 года в ещё не до конца отреставрированном здании возобновились богослужения, а 24 мая 1998 года архиепископ Тадеуш Кондрусевич вновь освятил церковь Успения Пресвятой Девы Марии.
Поскольку центр Апостольской администратуры для католиков латинского обряда Европейской части России и резиденция архиепископа теперь находились в Москве, храм больше не был непосредственно связан с правящим архиереем. Декрет повторного освящения церкви никак не определял её особого статуса. Кафедральным собором учрежденной 11 февраля 2002 года Архиепархии Божией Матери в Москве был назначен храм Непорочного Зачатия Пресвятой Девы Марии, при этом бывшая митрополичья церковь в Санкт-Петербурге в апостольской конституции никак не упоминалась.  Тем не менее, среди католиков России и жителей Санкт-Петербурга стойко сохранилась традиция использовать применительно к церкви Успения Пресвятой Девы Марии слово «собор». 
В 2009 г. здание включено в Единый государственный реестр объектов культурного наследия (памятников истории и культуры) народов Российской Федерации в качестве объекта культурного наследия регионального значения на основании распоряжения комитета по государственному контролю использованию и охране памятников истории и культуры №10-22 от 21.07.2009 г.  В 2020 году был назначен вспомогательный епископ Архиепархии Божией Матери в Москве. Местом его резиденции был определён Санкт-Петербург. Церковь Успения Пресвятой Девы Марии вновь стала местом регулярного совершения литургии под предстоятельством епископа.

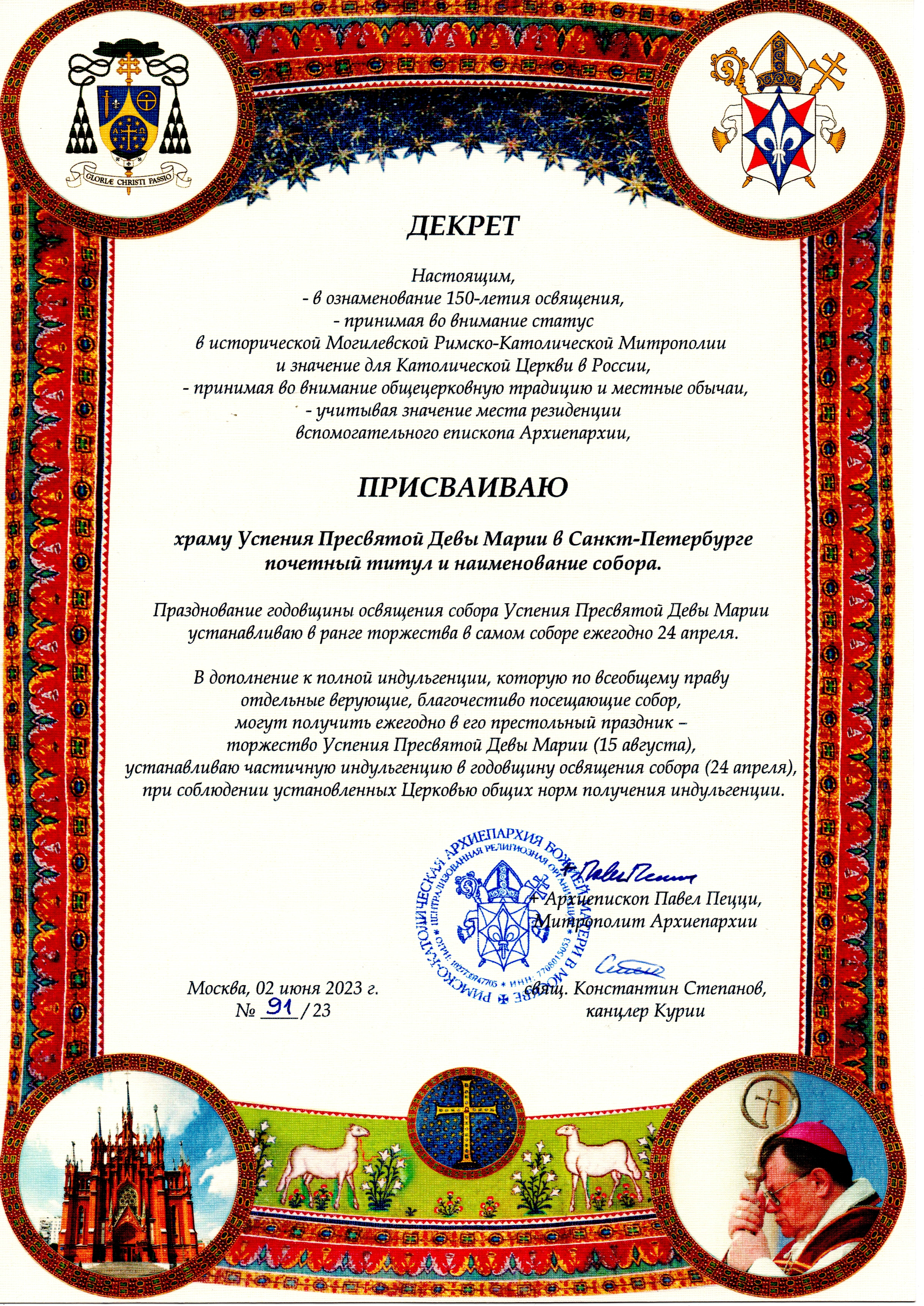
Декрет о статусе собора

В 2023 году, в ознаменование 150-летия освящения церкви, принимая во внимание статус в исторической Могилевской митрополии, значение для Католической Церкви в России, общецерковную традицию и местные обычаи, учитывая значение места резиденции вспомогательного епископа Архиепархии, митрополит Павел Пецци официально присвоил храму Успения Девы Марии почетный титул и наименование собора.

## Архитектура и убранство
Собор имеет в плане форму латинского креста, объединён единым входом со зданием семинарии.
Автор первоначального проекта В.И. Собольщиков предложил употребить для внутренней отделки "стиль древнехристианский «романский» с некоторыми отступлениями, вызванными петербургским климатом и местными техническими условиями"; вместо горизонтального потолка с тягами и лепным украшением сделать по образцам древних христианских храмов Италии "архитектурное убранство из стропил с их конструкцией и с куполообразными кессонами под конем крыши, совершенно как это сделано в кафедральном соборе Мессины". Декорация такого потолка должна подразумевала живопись и позолоту.
Быстро выстроенный храм перестраивался несколько раз. В 1878 – 1879 г. архитектор Евграф Воротилов предложил расширить здание и переделать вход в церковь (по замыслу архитектора, портал здания архиепархиального управления должен был стать более парадным, чтобы подчеркнуть, что за ним скрывается вход в церковь). Однако все проектные предложения, за исключением переделки крыши, не были реализованы. Были выполнены лепные работы. Художником-декоратором Сергеем Ивановичем Садиковым расписаны интерьеры храма и под его руководством произведена заново окраска наружных стен.
Одновременно архитектор задумал некоторые переделки собора Успения Пресвятой Девы Марии. Так, в уровне второго этажа граней алтарных апсид, примыкающих к одноэтажным пристройкам, для лучшего освещения храма было предложено устроить арочные окна. Проект включал и кардинальное изменение крыши. Вместо пологой и двускатной предлагалось сделать её высокой с переломом и мансардными окнами.

Часовня Остробрамской Богородицы (восточный придел собора), архивное фото начала XX века

К началу 1898 года работы по перестройке собора были завершены. Если до перестройки его длина была 45,3 м, то после расширения составила 58,4 м. Алтарная часть была увеличена на 13 м, дополнительные объёмы боковых приделов и расширенный притвор также послужили значительному увеличению площади храма. Вместимость собора была увеличена с 750 до 1 500 человек., Был изменён внутренний интерьер, обновлена роспись. Старые дополнительные деревянные алтари справа и слева от главного престола заменили на мраморные с бронзовыми статуями. Паркет заменили мозаичные полы.
В подвале, в новой ризнице (построенной тогда же со стороны сада) и в кладовой были устроены голландские изразцовые печи. Были проведены необходимые работы по устройству вентиляции и отопления. Создана часовня Пресвятых Даров.
В соответствии со статусом митрополичьей церкви собор был богато украшен. Мозаичные работы исполнил Михаил Голованов, скульптурные – петербуржская мастерская «В. Мадерни и Е. Руджия». Внутренние живописные работы исполнил в 1897-1898 гг. Михаил Хрушков. Декоративную роспись в псевдо-романском стиле выполнил Н. А. Александров. Храм получил электрическое освещение от трех железных паникадил восьми малых люстр и многочисленных бра (всего 119 ламп), питавшихся от особой электрической станции, находившейся в здании Консистории, работавшей на газе из городского газопровода. 
В алтарной части находился трон под балдахином из малинового бархата, епископская кафедра и 30 обитых тем же бархатом кресел для священноначалия, 6 дубовых скамеек для священников. В главном алтаре, выложенным каррарским мрамором, был установлен образ Успения Божией Матери размером 3*6 аршин (1 аршин -72 см) – копия с хранящейся в Эрмитаже картины испанского живописца XVII в. Бартоломео Эстебана Мурильо «Вознесение Девы Марии», в золоченой багетной раме.
По сторонам от главного были устроены два боковых алтаря: слева – Антония Падуанского с образом святого (копия с картины Мурильо размером 3*2 аршина); справа – святого Иосифа Обручника (копия с картины итальянского живописца XVII века Гвидо Рени того же размера).
Из каррарского мрамора были изготовлены чаши для святой воды у входа в собор и у дверей ризницы. Над чашами установлены бронзовые таблицы с распятиями и надписями.
Из дуба были изготовлены 3 исповедальни, амвон, скамьи для прихожан. Конфессиналы внутри были обиты красным сукном.

Часовня Святых Даров (западный придел собора). Архивное фото начала XX века

Был установлен орган знаменитой фабрики Эберхарда Фридриха Валькера. Двумануальный орган имел 23 регистра.
Собор освещался бронзовыми люстрами и бра, изготовленными в виде крестов. В алтаре стояли два больших бронзовых канделябра, висели вызолоченные деревянные подсвечники.
На крыше собора установлен 3-пудовый колокол.
Во время войны здание сильно пострадало от попадания бомб и снарядов, отремонтировано в конце 1940-х годов. Для приспособления к нуждам разместившегося здесь научно-исследовательского института, здание собора было разделено перекрытиями и многочисленными перегородками, были пробиты дополнительные окна. В нём невозможно было узнать храм. Даже работавшие в институте сотрудники ничего не подозревали о его первоначальном назначении. Большой ущерб зданию нанесла попытка временного арендатора - «Картельбанка» - в начале 1990-х годов соорудить в нём стационарные сейфы-хранилища и кассовые залы.
В сентябре 1995 года собор был возвращен верующим. К тому моменту собор представлял жалкое зрелище. Было уничтожено все внутреннее убранство. Полуразрушенные часовни, заделанный кирпичной кладкой вход. Горы мусора вокруг. Посетившему собор после его возвращения митрополиту Тадеушу Кондрусевичу пришлось подниматься в храм по доскам через разбитое окно. Для воссоздания собора были предприняты героические усилия. В течение двух лет была завершена масштабная реконструкция, а 24 мая 1998 года архиепископ Тадеуш Кондрусевич вновь освятил собор Успения Пресвятой Девы Марии.

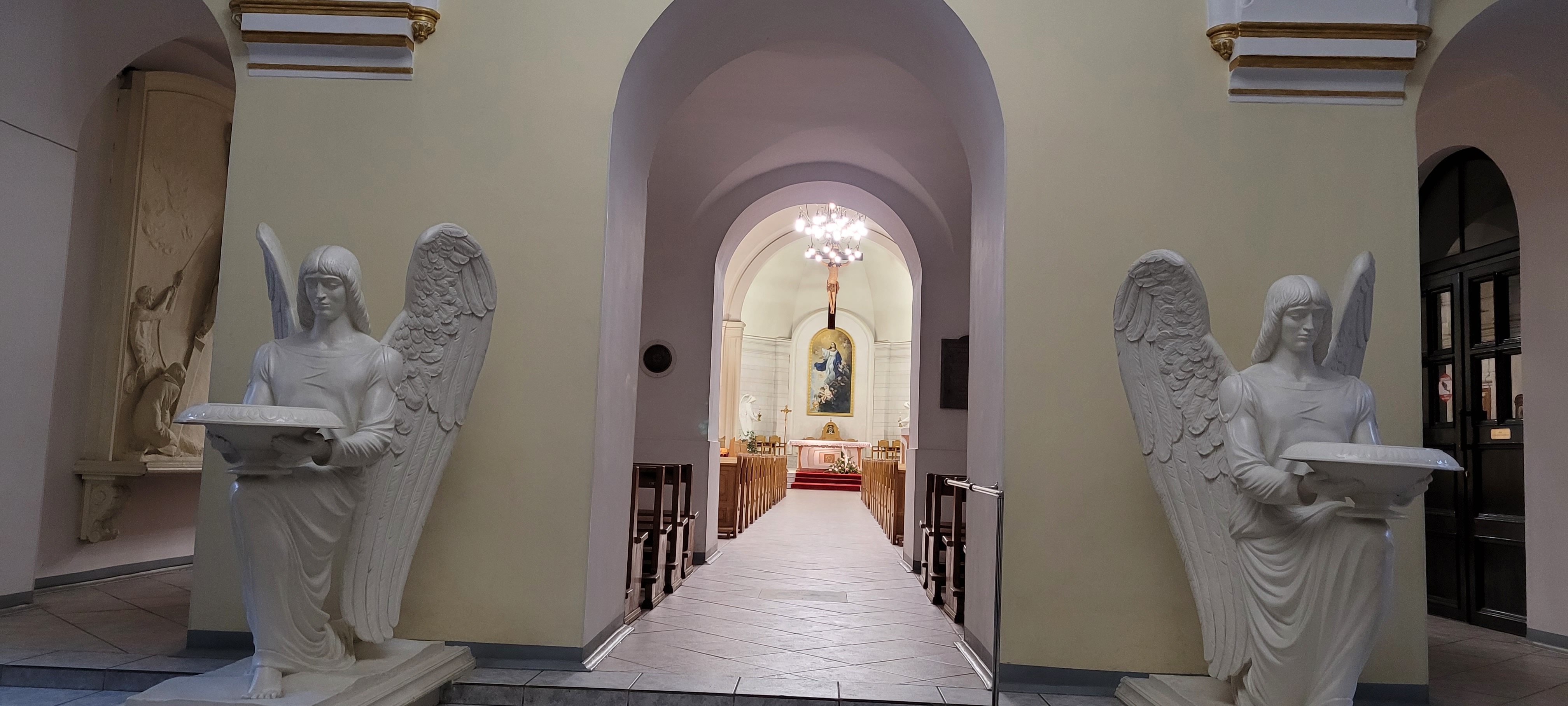
Интерьер (перспектива от входа)

На протяжении последующих лет шло пополнение его внутреннего убранства.

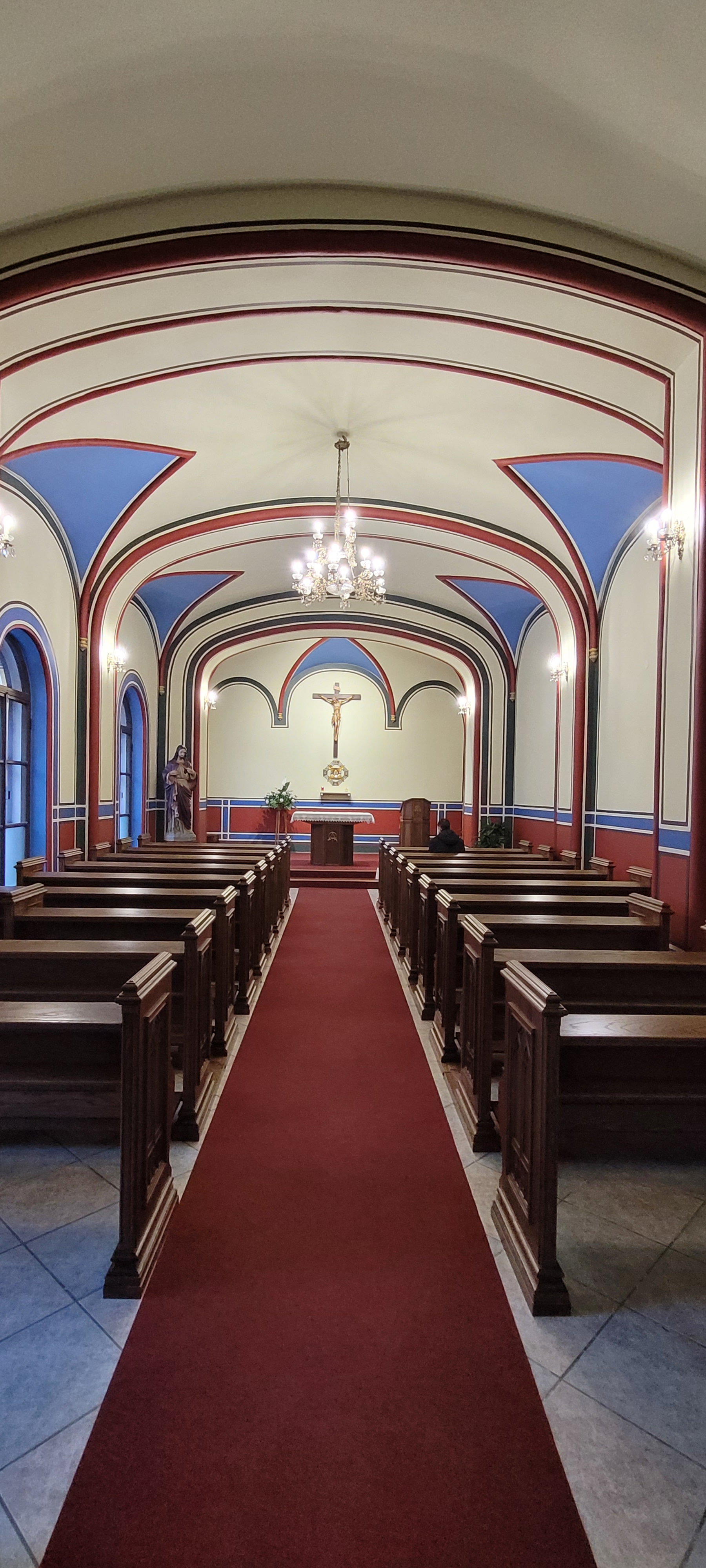
Часовня Святых Даров, 2024

Была заново создан главный алтарный образ «Успение Пресвятой Девы Марии» (копия работы Бартоломео Эстебана Мурильо). Музей истории религии передал статуи и иконы, в том числе находящуюся в алтаре статую Девы Марии и статуи Франциска Ассизского и Святого Иосифа-Обручника, расположенные при входе в храм.
Позднее храм был украшен изображениями святых, созданными петербургскими художниками, скульптурами, а также барельефом.
Была изготовлена храмовая мебель. Приобретены светильники в стиле второй  половины XIX века.
От католиков Англии в дар были получены орган и барельефы для «Крестного пути», насчитывающие более 100 лет и также имеющие историческую ценность.
В восточном приделе была обустроена часовня Остробрамской иконы Пресвятой Девы Марии и блаженного Теофила Матулениса.
В 2022-2023 годах по проекту художника-архитектора Антона Гликина была отремонтирована и меблирована часовня Святых Даров.

## Приход
Прихода при соборе первоначально не существовало. В 1903 г. митрополит Болеслав Клопотовский основал при соборе приход, в официальных документах именовавшийся Римско-Католическим приходом Митрополичьей церкви. Численность прихожан к 1917 году составила более 15 тысяч человек.
В результате начавшихся после октябрьской революции 1917 года гонений, в 1930 году приход был ликвидирован.
В 1994 году инициативная группа католиков Санкт-Петербурге возродила приход Успения Пресвятой Девы Марии.